# Hombre Halcón (Katar Hol)
Hombre Halcón (Katar Hol) es un superhéroe de DC Comics. Él es la Edad de Plata, la Edad del Bronce y New 52 Hombre Halcón. Creado por Gardner Fox y Joe Kubert, apareció por primera vez en The Brave and the Bold # 34 (febrero-marzo de 1961). Hay dos versiones de Katar Hol, la versión Silver Age / Pre-Crisis y la versión post- Hawkworld / Post-Crisis.

## Historial de publicaciones
La Edad de Plata Hombre Halcón (Katar Hol) fue presentado por primera vez en The Brave and the Bold # 34 por el artista Joe Kubert y el escritor Gardner Fox. En este momento DC ya había reiniciado muchos de sus personajes como Flash y Green Lantern. La primera aparición de Hawkman se vendió bien y generó cinco problemas más en las pruebas en The Brave and the Bold. Durante estos problemas, se asoció con su esposa, Hawkgirl, para luchar contra enemigos en la Tierra, así como en su planeta natal Thanagar.
Después de que Hawkman concluyó sus apariciones en The Brave and the Bold, protagonizó una tira lateral dentro de Mystery in Space. Apareció en cuatro números de esta serie y se asoció con Adam Strange en algunas de estas aventuras.
En 1964, Hawkman recibió un título en solitario bimestral. Murphy Anderson se hizo cargo del arte de esta serie y Gardner Fox continuó como escritor. Hawkman ocasionalmente se asoció con Átomo y Adam Strange en su título. Juntos, Hawkman y Hawkgirl lucharon contra enemigos como Matter Master, Ladrón de Sombras y Lion-Mane. El cómic de Hawkman continuaría por menos de cinco años antes de ser cancelado en el número 27.
Después de que la caída de las ventas obligó a cancelar su revista en solitario, Hawkman se asoció con Átomo y protagonizó The Atom y Hawkman durante siete números. Esta serie también fue cancelada.
Durante la década de 1970 y principios de la de 1980, Hawkman continuó apareciendo como miembro de la Liga de la Justicia de América, a la que se había unido en 1964. También hizo apariciones regulares en World's Finest Comics y Detective Comics, junto con tres-temas en las páginas de Showcase. No fue hasta mediados de la década de 1980 cuando Hawkman volvió a recibir su propio título. En 1986, DC publicó una miniserie de cuatro partes llamada The Shadow War of Hawkman. Debido a las ventas decentes de esta serie, Hawkman recibió otra serie mensual en solitario. Duró diecisiete números y un especial antes de que también fuera cancelado.
En 1989, Timothy Truman decidió reiniciar Silver Age Hawkman en una serie de tres libros titulada Hawkworld. Este fue el comienzo de la versión posterior a Hawkworld de Katar Hol. Si bien esta serie originalmente estaba destinada a ser solo un origen contado de Hawkman, generó otra serie de Hawkman. En 1990 DC creó la serie mensual Hawkworld. Esta serie tenía dos volúmenes, pero finalmente fue cancelada.
A mediados de la década de 1990 y la de 2010, Hawkman tendría más series intermitentes. Sin embargo, ninguno de ellos fue de mucha importancia. Con todas las diferentes series de las que Hawkman había formado parte, su origen e historia se habían vuelto bastante complicados y confusos. Al final de su tercera serie, Hawkman se disolvió físicamente en la nada. Finalmente, Hawkman regresó, pero esta vez, en lugar de ser el policía alienígena que era en la serie anterior, era Carter Hall, el príncipe egipcio reencarnado. Sin embargo, esto agregó aún más complejidad a Hawkman, y la serie fue cancelada.
En 2011, Silver Age Hawkman se reinició nuevamente como parte del reinicio de The New 52. Su nuevo cómic se tituló The Savage Hawkman. Aunque este Hawkman fue la versión más simple del complejo personaje, la serie se vendió mal y terminó después de veinte números. En 2016, Hawkman regresó nuevamente como parte del relanzamiento de DC Rebirth, en una serie titulada The Death of Hawkman, que concluyó después de seis números.
Un nuevo título de Hawkman, de Robert Venditti y Bryan Hitch, debutó en junio de 2018. Sin embargo, esta serie se refería a Carter Hall, la versión del príncipe egipcio reencarnado de Hawkman en lugar de Katar Hol, o la versión de la Edad de Plata del personaje.

## Biografía ficticia

### Versión de la Edad de Plata
Katar Hol era el príncipe imperial de su planeta natal Thanagar. Su padre era Paran Katar, reconocido ornitólogo e inventor. Cuando Katar Hol tenía dieciocho años, una raza alienígena llamada Manhawks invadió Thanagar y comenzó a saquear el planeta. Paran envió al joven Katar Hol a infiltrarse en su nido y traer información sobre los extraterrestres. Usando esta información, Paran creó un traje de batalla parecido a un halcón que contenía tecnología avanzada como su "nth metal". Katar usó este traje de halcón y el armamento avanzado de Paran para alejar a los Manhawks de Thanagar.
Sin embargo, ese no fue el final del problema. Algunos thanagarianos habían aprendido el concepto de robar de los Manhawks. Debido a la cantidad de delitos, el gobierno thanagarianos creó una fuerza policial. En honor a Paran Katar y sus logros, la nueva fuerza policial comenzó a usar su traje de halcón y su equipo. Paran encabezó esta nueva fuerza policial, llamada Hawk-Police (o Wingmen), y su hijo se convirtió en uno de los primeros reclutas.
Katar pronto se convirtió en uno de los más hábiles de la Policía Halcón. Cuando un grupo llamado Rainbow Robbers comenzó a cometer delitos, Katar se asoció con la novata Shayera Thal para rastrear y detener a los criminales. Durante el caso, Shayera salvó la vida de Katar y los dos pronto se enamoraron. Unas semanas más tarde, Katar le propuso matrimonio a Shayera y los dos se casaron, trabajando juntos como socios de por vida en Hawk-Police.
Después de diez años de matrimonio y en la fuerza, la pareja fue enviada a la Tierra para capturar a Byth, el criminal thanagarista que cambia de forma. Durante su misión, conocen a George Emmett, comisionado del Departamento de Policía de Midway City, y le cuentan su origen alienígena. Con la ayuda de Emmett, la pareja asumió el lugar de su hermano Ed, que se jubilaba, como curadores del museo. Adoptan las identidades como Carter y Shiera Hall. Después de capturarlo y enviarlo de regreso a Thanagar, eligieron permanecer en la Tierra para trabajar con las autoridades para aprender métodos policiales humanos. Los dos actuaron públicamente como los héroes Hawkman y Hawkgirl (más tarde Hawkwoman).
El resto del reparto de reparto de Hawkman está formado por Mavis Trent, naturalista del museo y artista de diorama que coquetea con Katar; Joe Tracy, publicista del museo; su oficial al mando Andar Pul; un gran halcón rojo llamado Big Red que vive en las cercanías de Hawk Valley; y el huérfano adolescente Charley Parker, el Águila Dorada. Katar ganó una variedad de oponentes villanos únicos como Ladrón de Sombras, Matter Master, Ira Quimby (IQ), Konrad Kaslak, Chac, el Cuervo, Criminal Alliance of the World (o CAW), Lion-Mane, Kanjar Ro, Hyathis, el Hombre Fadeaway y el Caballero Fantasma.
Katar se unió a la Liga de la Justicia de América, donde se hizo amigo de Átomo. Como Hawkman era un conservador, con frecuencia peleaba verbalmente con su compañero Leaguer Green Arrow, un liberal de izquierda.
Hol dejó la Liga de la Justicia por un tiempo cuando Thanagar fue golpeado por la plaga ecualizadora, lo que provocó que todos los thanagarianos cambiaran de modo que sus talentos físicos y mentales, e incluso sus alturas, se volvieran iguales. Con la ayuda de la JLA, finalmente pudo revertir los efectos de la plaga.
Sin embargo, a raíz de la plaga, Thanagar adoptó una perspectiva expansionista y entró en guerra con el planeta Rann, que orbita Alfa Centauri. Esto obligó a Katar y Shayera a elegir luchar a favor o en contra de su propio planeta, y eligieron oponerse a Thanagar, convirtiéndose en exiliados en la Tierra. Alrededor de este tiempo, la propia Shayera se unió a la JLA y tomó el nombre de Hawkwoman.
Después de la tregua entre Thanagar y Rann, Thanagar comenzó a tratar secretamente de apoderarse de la Tierra. Hol se opuso a sus esfuerzos en una furtiva "guerra secreta" durante varios años.
Tras los eventos de la miniserie de DC, Crisis on Infinite Earths, las historias de Tierra-1 y Tierra-2 se fusionan. Como resultado, las versiones Golden Age y Silver Age de Hawkman y Hawkgirl / Hawkwoman viven en la misma Tierra. Inicialmente, Hawkman y Hawkwoman de la Edad de Plata se mantuvieron sin cambios. Llevaron a Superman a Krypton (ahora un planeta de gas), se unieron brevemente a la Liga de la Justicia Internacional, se unieron a Átomo, y ayudaron a Animal Man a desactivar una bomba thanagariana durante la Invasión. Sin embargo, DC revirtió esta decisión y reinició la continuidad de Hawkman después de la miniserie Hawkworld de 1989. Originalmente, Hawkworld volvió a contar los orígenes de Silver Age Hawkman y Hawkwoman, pero luego de su éxito, DC Comics lanzó una serie continua de Hawkworld ambientada en el presente, lo que resultó en un reinicio completo de la continuidad de Hawkman. Al hacerlo, se debían corregir varios errores de continuidad relacionados con las apariciones de Hawkman y Hawkwoman en la Liga de la Justicia.

### Versión Post-Hawkworld
Katar Hol fue reiniciada en 1989 en el formato de prestigio de la miniserie Hawkworld de Timothy Truman. Una serie en curso regular del mismo nombre siguió desde 1990-1993, que luego fue seguida por Hawkman (vol. 3) de 1993-1996.
En esta nueva versión Katar Hol era un joven oficial de policía del planeta Thanagar, hijo de una familia privilegiada siendo hijo de Paran Katar. Thanagar era un planeta que conquistó y extrajo otros mundos por sus recursos para mantener su alto nivel de vida, y Hol se dio cuenta de que eso estaba mal. Se rebeló contra el sistema y favoreció los viejos tiempos de Thanagar. Se convirtió en estudiante de historia y arqueología y admiraba al legendario héroe de Thanagar, Kalmoran. Hol se volvió adicto a una droga recreativa y fue manipulado por el capitán de policía renegado Byth para que matara a su propio padre, y fue enviado al exilio en la Isla de Chance.
Durante ese tiempo, se encontró con que uno de los residentes de la isla con túnica había creado un par de alas. Katar, desilusionado, lo mató y le quitó las alas. Aprendió que las alas estaban destinadas a Hol y que el hombre de la túnica tenía alas naturales en la espalda. Horrorizado por lo que ha hecho, el hermano del hombre al que mató lo ayudó a lidiar con los síntomas de abstinencia de su adicción a las drogas y él hizo las paces consigo mismo.
Cuando terminó su sentencia, enviaron a Hol a Downside. Sin embargo, logró escapar y descubrir y derrotar a Byth, quien había ganado habilidades para cambiar de forma. Como resultado, fue reintegrado en la fuerza y se le dio una nueva pareja, Shayera Thal, una mujer joven de una clase social más baja.
Justo después de que Fel Andar dejó la Tierra, Katar y Shayera fueron enviados a la Tierra, donde sirvieron como embajadores de buena voluntad para su planeta natal y permanecieron durante algún tiempo luchando contra criminales humanos y alienígenas en lugares como el Inframundo de Chicago. Apodada por la prensa como Hawkman III, Katar y Shayera, Hawkwoman II, tuvo una relación de trabajo tempestuosa y, finalmente, Shayera se separó de Katar, quien continuó solo.
Katar conoció a Carter Hall y Shiera Sanders que regresaron de Asgard con el resto de la Sociedad de la Justicia. Se entera de que su padre vino a la Tierra durante la Segunda Guerra Mundial, bajo el alias "Perry Carter". Los Golden Age Hawks, Carter y Shiera Hall, eran amigos de Paran y fueron la inspiración de los Wingmen. En una aventura, Carter llevó a un Katar herido para que lo curara un viejo amigo, un chamán Cherokee llamado Naomi ("Mujer Lejana"). Katar descubre que había conocido a Paran Katar, su padre. Ella y Paran se enamoraron, y los dos se fugaron con los Halls como testigos. Por lo tanto, Naomi es su madre biológica y Katar es un híbrido Humano-Thanagaria.
Durante el evento Zero Hour, Katar Hol se fusionó con Carter, Shiera y una criatura del "dios halcón" en una nueva versión de Hawkman: un avatar viviente del dios halcón que se aventuró por un breve tiempo, sin dejar de atacar a los criminales y repartir su propia marca de feroz justicia. Más tarde se volvió loco (atormentado por las voces de todos los halcones-avatares anteriores en su cabeza), hasta que finalmente fue desterrado al Limbo por las habilidades combinadas de Arion y el Detective Marciano.
Debido al regreso de Carter Hall de entre los muertos antes de Crisis infinita, se ha dicho que el alma de Katar Hol se disipó del Limbo / Reino del Dios Halcón y ahora ha fallecido. Carter Hall habita actualmente una versión reconstruida del cuerpo de Katar Hol posterior a Zero Hour, que en su mayoría se parece a Carter Hall, pero con cabello más oscuro y una estructura más bárbara.

### VersiónThe New 52
Como parte del relanzamiento del título de toda la compañía de DC en 2011, The New 52, Katar Hol se restableció como Hawkman de DCU, usando el nombre Carter Hall. Su origen aún no se ha explicado por completo, ya que parece no conocer su herencia alienígena, creyéndose humano. El número 0 explica que Katar Hol fue una vez un miembro orgulloso de la raza thanagara, hijo adoptivo de su rey Thal Provis y amante de la princesa Shayera Thal. A diferencia de otros thanagarianos, era pacifista; deseando encontrar un fin a siglos de guerra, convenció al rey de celebrar una conferencia de paz. Sin embargo, los daemonitas se aprovecharon de esto para propagar una enfermedad mortal que rápidamente destruyó todas las alas de los thanagarianos y mató a su rey. El nuevo gobernante, hijo de Provis y el hermano adoptivo de Katar, Corsar, llegó a creer que solo el N-ésimo Metal podía salvarlos, pero este deseo de poder sacrificó cientos de vidas, lo que aparentemente fue recompensado cuando Katar se fusionó accidentalmente con él creando un armadura corporal y regenerando sus alas. Pero al ver la locura cada vez mayor de su hermano, Katar se negó a permitir que se distribuyera el poder del metal, lo que provocó una lucha entre ellos y la muerte de Corsar. Shayera luego promete cazar a Hawkman, también culpándolo por la muerte de su padre. Huye en una nave robada que acaba estrellándose en la Tierra. Durante la historia de Rotworld, Animal Man viaja a un futuro postapocalíptico donde es atacado por un Hawkman corrupto por Rot; esta versión es asesinado por Steel, Beast Boy y Black Orchid.

### Muerte de Hawkman
Los thanagarianos atacan la casa real de Rann y aparentemente asesinan a Sardath. Debido a estas acciones, Adam Strange no puede viajar a Rann. Más tarde descubrimos que todas estas acciones son un plan deliberado organizado por el antagonista. Cuando Adam finalmente llega a Rann, descubre por su esposa Alanna que los thanagarianos están detrás del ataque. Adam no cree esto debido a su relación con su compañero de equipo de la JLA, Katar Hol (Hawkman), que es de Thanagar. Con la ayuda de Hawkman, Adam Strange determina que el verdadero culpable es Despero. Usando sus poderes psiónicos, Despero es capaz de controlar las mentes de los ciudadanos de Rann, Thanagar y Kalanor para incitar escaramuzas. Su objetivo principal es robar los recursos metálicos Nth y atacar la Tierra con los cristales Zeta. Se produce una gran batalla final con Strange, Hawkman y Despero. Hawkman se sacrifica expulsando todo el enésimo metal de su cuerpo a través de la cabeza de Despero. Strange destruye los cristales Zeta, provocando una explosión. Las consecuencias muestran que Adam Strange queda atrapado en una arruga en el espacio-tiempo. Despero es lanzado al borde del universo junto con el esqueleto de Hawkman.
En la serie Hawkman de 2018, Carter Hall usa un artefacto místico para revelar todas sus vidas pasadas, sospechando que hay vacíos en sus recuerdos. Se revela que Katar Hol fue una de sus reencarnaciones anteriores, a pesar de que los dos habían estado vivos simultáneamente. Esto hace que Hall se dé cuenta de que se está reencarnando en el espacio y en el tiempo. En Dinosaur Island, Hall encuentra una antigua cueva artificial excavada en una montaña, custodiada por fetherianos, una tribu de humanoides alados de la Edad de Piedra. Al entrar en la caverna, Hall es transportado a Thanagar en el pasado y se encuentra con Katar en un momento de su vida antes de viajar a la Tierra. Katar asume que Hall es su némesis, el cambiante Byth, y los dos Hawkmen se involucran en una persecución aérea por la ciudad antes de terminar en una gigantesca estatua del héroe mítico de Thanagar, Kalmoran. Carter logra que Katar lo escuche y lo convence de su naturaleza común. Katar, que ha tenido visiones similares, se da cuenta de que la siguiente pista de Hall se encuentra en la estatua.
En Justice League # 14, Katar se mostró vivo en Thanagar Prime, el nuevo mundo natal de los Thanagarianos, disfrazado de un guardia común. Por orden de su esposa, la emperatriz de Thanagar Prime, ataca a la Liga de la Justicia. Este Katar Hol resultó ser una construcción sin sentido creada por un dispositivo llamado "Absorbacon", que a través del reactivo Nth Metal y los poderes mentales de un anciano marciano conocido como la Fortaleza, hacen realidad los recuerdos.

## Otras versiones
La Edad de Plata de Katar Hol ha hecho algunas apariciones en series fuera de continuidad.
- En Justice en tono plateado de Alex Ross, Katar Hol es miembro de la Liga de la Justicia; está casado con Shayera, también miembro de la Liga de la Justicia y trabaja como curador del Midway City Museum. Se le conoce principalmente como "Carter", incluso por Shayera. En el clímax de la serie, usa una armadura que se asemeja al Dios Halcón. También aparece en Secret Origins y Liberty and Justice, cómics de tamaño tabloide también de Alex Ross.
- Katar y Shayera aparecen en la serie limitada de formato de prestigio de tres partes de Elseworlds Legend of the Hawkman (2000). La historia tiene lugar en la línea de tiempo de Tierra-1, algún tiempo después de The Brave and the Bold # 34. Se muestra a Shayera queriendo regresar a casa en Thanagar mientras Katar se ha acostumbrado a la vida en la Tierra. Aunque esta miniserie nunca fue etiquetada como un proyecto de Elseworlds cuando se publicó originalmente, ahora se acepta como uno, con esta historia claramente basada en las versiones de la Edad de Plata de Hawkman y Hawkwoman durante la era Pre-Crisis on Infinite Earths.
- En LJA: El clavo, Katar Hol fue asesinado por Amazo mientras intentaba llevar a Green Arrow a un lugar seguro. Fue mencionado con frecuencia en la secuela Another Nail.
- En The Dark Knight Strikes Again, los Hawks intentaron regresar a Thanagar para huir de la dictadura militar de Lex Luthor, solo para estrellarse en la selva tropical de Costa Rica. Decidieron permanecer escondidos. Dan a luz un hijo y una hija, dándoles alas naturales. Katar y Shayera fueron asesinados por un ataque militar ordenado por Lex Luthor, abrazándose en sus momentos finales. Los niños se criaron en la selva desde entonces. Estaban empeñados en vengarse de Lex.[20] Como Hawkboy, el hijo finalmente mata a Luthor con el permiso de Batman, ya que entiende por lo que ha pasado.
- Los Silver Age Hawks hicieron un cameo en Adventures in the DC Universe 80-Page Giant mientras Chronos II viaja a través del tiempo y el espacio. Los presenció en una batalla contra los Manhawks.
- El Silver Age Katar Hol es uno de los "fantasmas" en el restaurante vacío "Planet Krypton" en The Kingdom: Planet Krypton # 1.
- Hawkman apareció en Whatever Happened to the Man of Tomorrow? en el número 583 de Action Comics, tratando de romper la barrera alrededor de la Fortaleza de la Soledad.
- Katar y Shayera Hol aparecen en JLA / Avengers debido a las distorsiones del tiempo causadas por Krona.
- Katar aparece brevemente con Shayera, configurando el equipo Thanagarian, al comienzo de JLA: Created Equal número # 1 antes de la Caída.
- Katar aparece en el número 9 de The All-New Batman: The Brave and the Bold cómics, donde se une a Batman para derrotar a Byth y devolverlo a Thanagar.
- Katar aparece con Shayera en Scooby-Doo! Equipo # 33. Se parece al Joseph Gardner Hawkman del DC Animated Universe. Al igual que Carter Hall, Katar es una reencarnación del príncipe Khufu, y ha renacido como Silent Knight y Nighthawk.

Katar Hol apareció en Superman & Batman Magazine # 5, vistiendo un uniforme parecido a la versión Post-Hawkworld.

## En otros medios

### Televisión
- La primera aparición animada de Hawkman fue en la serie animada de Filmation de 1967 The Superman / Aquaman Hour of Adventure, en la que Hawkman apareció en varios cortos, ya sea en aventuras en solitario o como parte de la Liga de la Justicia.
- Hawkman ha aparecido como un súper amigo en The All-New Super Friends Hour, Challenge of the Super Friends, Super Friends y The Super Powers Team: Galactic Guardians. Su voz fue proporcionada por Jack Angel. Hawkman aparece en casi todos los episodios de Challenge of the Super Friends, pero solo ha hablado en trece de los dieciséis episodios de esta serie.
- Hawkman apareció en los especiales de televisión de Legends of the Superheroes en 1979, interpretado por Bill Nuckols.
- Hro Talak (anagramas de Katar Hol) es el comandante y amante original de Hawkgirl en Liga de la Justicia, con la voz de Victor Rivers. Un general tailandés que se parece mucho a Hawkman, se ofrece a ayudar a la Tierra a defenderse de una invasión de Jordania. El verdadero objetivo de los Thangarianos resulta ser la construcción de un dispositivo masivo llamado baipás hiperespacial, el último de una cadena que permitirá a las naves thanagarianas pasar las defensas de Jordania; sin embargo, cuando lo hagan, la energía liberada acabará con toda la vida en la Tierra, algo que el comandante Talak no desea, pero que considera un sacrificio aceptable necesario para ganar su larga guerra con los gordanos. Después de que se frustran, un episodio posterior con la tripulación de Talak revela que murió salvándolos.
- Katar Hol aparece en Liga de la Justicia Ilimitada, con la voz de James Remar. Esta versión se fusiona con Carter Hall. Es retratado como un arqueólogo que nació Joseph Gardner.y cambió su nombre a Katar Hol cuando descubrió un templo egipcio con un dispositivo que creía que le permitía revivir los recuerdos de un guerrero Thanagarin fallecido que se estrelló en la Tierra con su compañero. Fueron adorados como dioses y usaron su tecnología para mejorar la tierra. Katar creía que él era la reencarnación del guerrero, que fue asesinado cuando él y su compañero fueron envenenados por un oficial deshonesto. Katar también creía que Shayera Hol, también conocida como Hawkgirl de la Liga de la Justicia, era la reencarnación de su amante, hasta el punto de que se convirtió en una especie de acosador. Sin embargo, Shayera insistió en que simplemente creía lo que quería creer, y la verdad real era diferente. Al final, Katar aceptó la renuencia de Shayera a ir con él y siguió adelante, creyendo que ella volvería a estar con él algún día. En su segunda aparición, se le muestra como un héroe operando desde Midway City, el hogar de la Edad de Plata de Katar en la Tierra. Todavía está encaprichado con Shayera, lo que molesta mucho a Green Lantern. Cuando Shadow Thief se escapa de su cuerpo y captura al Green Lantern, Katar, Shayera y Vixen intentan rescatarlo pero fallan. El Ladrón luego revela que Green Lantern también se reencarnó de Egipto, como el general que traicionó a Katar al seducir a Shayera. El ladrón también revela que él es el lado oscuro del Katar reencarnado y le ofrece la oportunidad de recuperar a Shayera asesinando al Green Lantern, lo que él acepta. Entonces Katar libera a Shayera y al Green Lantern antes de obligar al ladrón a regresar a su cuerpo. Shayera insiste en que el dispositivo que usó el ladrón para contar su historia era un registro de historial defectuoso y no se puede confiar en él. Katar reconoce que puede 'Obliga a Shayera a aceptar lo que conoce como destino y se va'. Reaparece brevemente en el episodio final, Destroyer, para salir y luchar contra las fuerzas invasoras de Darkseid.
- Hawkman hizo un cameo por primera vez en The Batman en el final de la cuarta temporada "The Joining, Part Two" y apareció en el episodio "What Goes Up...", con la voz de Robert Patrick. Si bien no se identifica por su nombre, un comentario sobre la Batcueva que parece un cuartel general de la policía en Thanagar y los comentarios sobre todos los villanos con los que luchó en 2 mundos indican que él es Katar Hol.
- El Kator Hol Hawkman aparece como miembro de la JLA en la serie animada de Young Justice, con la voz de James Arnold Taylor.[21]
- Katar Hol aparece en el programa de Cartoon Network, Justice League Action, con la voz de Troy Baker.

### Película
- Katar Hol tiene un cameo como Hawkman al final de la película animada Justice League: The New Frontier. Se le ve durante el famoso discurso de John F. Kennedy.
- Katar Hol hace una aparición sin hablar en Justice League Dark: Apokolips War. Se lo ve acompañando a la Liga de la Justicia en un viaje a Apokolips para enfrentarse a Darkseid, solo para convertirse en un cyborg Fury para servir al gobernante Apokoliptian antes de ser liberado dos años después.